# Aljoša Vučković
Aljoša Vučković (Buzet, 17. prosinca 1946.) hrvatski je i srbijanski glumac, Hrvat po nacionalnosti podrijetlom iz Dugopolja kod Splita.

## Životopis
Aljoša Vučković rođen je 1946. godine u Buzetu, odakle se kasnije selio u Kanfanar, Lovran, Iku, Opatiju, ponovno u Buzet, pa u Zagreb, Hvar, Pljevlja, Sarajevo, Split, te u Beograd, gdje živi i danas. Glumio je u više od 70 filmova i TV serija. Proslavio se ulogama Ferate u Velom mistu, Gašpara u TV seriji "Povratak otpisanih" (1976.) te dr. Ive Lukšića u TV seriji "Bolji život" (1987. – 1991.).

## Filmografija

### Televizijske uloge
- "Radio Mileva" kao Neven Kurjački (2021.)
- "Lud, zbunjen, normalan" kao Zlatko Fufić (2014.)
- "Pod sretnom zvijezdom" kao Stjepan Kos (2011.)
- "Mansarda 2" kao Zavisa (2009.)
- "Zauvijek mlad" kao Slaviša (2009.)
- "Moj rođak sa sela" kao general Sarčević (2008. – 2011.)
- "Dobre namjere" kao Slaven (2008.)
- "Vratiće se rode" kao kustos (2008.)
- "Zauvijek susjedi" kao Roko (2007.)
- "Obični ljudi" kao Ivica Kincl (2006. – 2007.)
- "Jelena" kao Vuk Despotović (2004. – 2005.)
- "Lift" kao pilot Milan (2004.)
- "Kazneni prostor 2" kao sijedi gospodin (2003.)
- "Naša mala redakcija" kao Patak (2002.)
- "Srećni ljudi" kao Feđa Zečević (1996.)
- "Kraj dinastije Obrenović" kao pukovnik Lazar Petrović (1995.)
- "Teatar u Srba" (1995.)
- "Drugarica ministarka" (1989.)
- "Vuk Karadžić" kao Toma Vučić-Perišić (1987. – 1988.)
- "Bolji život" kao dr. Ivo Lukšić (1987. – 1991.)
- "I to se zove sreća" kao Gaga (1987.)
- "Sivi dom" kao Kasapin (1986.)
- "Odlazak ratnika, povratak maršala" (1986.)
- "Hajdučki gaj" kao Tomo (1985.)
- "Pozorište u kući" kao Tihomir Delač-Tika Folika (1984.)
- "Ulični pjevači" (1984.)
- "Osvajanje sreće" (1983.)
- "Kiklop" (1983.)
- "Mrtvi se ne vraćaju" (1983.)
- "Nepokoreni grad" kao Galeb (1982.)
- "Doktorka na selu" kao Milinko Mihajlović (1982.)
- "Priče iz radionice" kao Slavko (1982.)
- "Svetozar Marković" kao Mita Čenić (1981.)
- "Velo misto" kao Ferata (1980. – 1981.)
- "Sećam se" (1979.)
- "Slom" kao Viktor Lebedev (1979.)
- "Povratak otpisanih" kao Gašpar (1978.)
- "Profesionalci" (1978.)
- "Pesma" (1975.)
- "Naše priredbe" (1973.)
- "Selo bez seljaka" (1970.)

### Filmske uloge
- "Aleksi" kao Vati/tata (2018.)
- "Siguran let" kao Bartol (2017.)
- "Korak po korak" kao šarmantni gospodin (2011.)
- "Vjerujem u anđele" kao načelnik Frane (2009.)
- "Priča o Džipsiju Trolmanu" kao Oskar (2006.)
- "Pad u raj" kao taksist (2004.)
- "Profesionalac" kao Kelner (2003.)
- "Država mrtvih" kao potpukovnik (2002.)
- "Otac" kao Dr. Estermark (2001.)
- "Kneginja iz Foli Berzera" kao Ezen (1998.)
- "Bekstvo" kao Grigorij Lukjanović Carnota (1998.)
- "Raste trava" kao Srđan Borojević (1997.)
- "Očevi i oči" kao Barjaktarević (1996.)
- "Ubojstvo s predumišljajem" kao ruski pukovnik (1995.)
- "Rođen kao ratnik" (1994.)
- "Holivud ili propast" (1991.)
- "Ljubav je hleb sa devet kora" (1990.)
- "Hajde da se volimo 3" (1990.)
- "Gala korisnica: Atelje 212 kroz vekove" (1990.)
- "Seobe" (1989.)
- "Čudo u Sarganu" kao Anđelko (1989.)
- "Lovac protiv topa" (1986.)
- "Ćao inspektore" kao komandir (1985.)
- "Priče iz bečke šume" (1985.)
- "Uzmi pa će ti se dati" (1985.)
- "Korespondencija" kao Šamsudin Samsika Tot (1983.)
- "Život i priča" (1982.)
- "Operacija Teodor" (1982.)
- "Sabinjanke" (1982.)
- "Počnimo život iz početka" kao Banetov drug (1981.)
- "Šesta brzina" kao Slavko (1981.)
- "Kraljevski voz" (1981.)
- "Partizanska eskadrila" kao Boris (1979.)
- "Pakleni otok" (1979.)
- "Ujed" kao Stojan (1979.)
- "Ljubav u jedanaestoj" (1978.)
- "Molijer" (1978.)
- "Maska" kao Žan (1978.)
- "Pod istragom" kao Ljuba Manijak (1978.)
- "Hajdučka vremena" kao Hajduk #2 (1977.)
- "Marija Magdalena" kao Karl (1977.)
- "Povratak otpisanih" kao Major Gašpar (1976.)
- "Posjeta stare dame" kao fotograf (1976.)
- "Aranđelov udes" kao Aranđel Petrović (1976.)
- "U banji jednog dana" (1976.)
- "Hitler iz našeg sokaka" kao Vinko s Korčule (1975.)
- "Sinovi" (1975.)
- "Crni petak" kao stranka na šalteru (1975.)
- "Užička republika" kao Luka (1974.)
- "Prvi splitski odred" (1972.)
- "Romansa konjokradice" kao krojač (1971.)
- "Kaja, ubit ću te!" (1967.)

## Vanjske poveznice
- Aljoša Vučković u internetskoj bazi filmova IMDb-u (engl.)